# Joan Baptista Guzmán i Martínez
Joan Baptista Guzmán i Martínez (Aldaia, Horta Sud, 1846 - Montserrat, 18 de març de 1909) fou un monjo benedictí, compositor, mestre de capella de diverses catedrals i director de l'escolania de Montserrat. El seu nom en ingressar a Montserrat era Manuel Guzmán i Martínez.

## Biografia
Ja abans de ser ordenat sacerdot, guanyà als vint-i-sis anys, per oposicions, el lloc d'organista segon de la catedral de Salamanca i posteriorment el de primer organista a la basílica de Covadonga (1872-75) i mestre de capella de les catedrals d'Àvila (1875), Valladolid (1876) i València (1877-88).
Va iniciar els seus estudis musicals amb el pare Marià Vera, que treballava com a organista de Torrent de l'Horta, província de València. Va fer la carrera eclesiàstica alhora que estudiava harmonia i cant amb Josep Piqueres, mestre de capella de la Catedral de València. I va continuar els seus estudis musicals amb Josep Maria Úbeda.
Després d'una frustrada vocació jesuítica, decidí entrar de monjo a Montserrat el 24 de novembre del 1888. Al final del 1889 fou nomenat director de l'escolania, que reformà en profunditat, i establí les bases de l'escolania actual. Amplià el repertori montserratí amb els polifonistes del segle xvi i amb els compositors clàssics i contemporanis.
Va transcriure una sèrie de composicions de Joan Baptista Comes i va compondre música majoritàriament vocal religiosa, la qual una bona part d'ella es va editar i difondre. Els originals els podem trobar a l'Arxiu de Musica del Monestir de Montserrat. Va fer unes 300 composicions religioses, entre les quals un himne a la Mare de Déu de Montserrat i un altre a Sant Benet.
Va compondre música majoritàriament vocal religiosa, la qual una bona part d'ella es va editar i difondre. Els originals estan conservats a l'Arxiu de Música del Monestir de Montserrat. També es conserven obres seves al fons musical de la Catedral-basílica del Sant Esperit de Terrassa.

## Catàleg d'obres
Catàleg d'obres ordenat cronològicament:
- Missa a tres veus i cor amb orquestra (1864).
- Missa de Difunts a quatre veus i cor (1868).
- "O quam suavis est" a tres veus i cor (1868).
- Missa a tres veus i cor amb orquestra (1868).
- "Salve regina" a set veus (1870).
- "Missa Monacal" a dues veus alternes (1872).
- Dos Trisagis marians, a tres veus (1872).
- Himne a la mare de Déu de Covadonga, cor a una veu amb acompanyament de piano (1872).
- "Tota pulchra" a cinc veus, tenor obligat (1873).
- "O salutaris Hostia" a quatre veus i harmonium (1874).
- "Ave maris stella" a tres veus, cor i orquestra (1875).
- "O quam suavis est" a sis veus (1875).
- Respons pels Difunts a quatre veus (1876)
- "Te Deum" a tres veus (1876)
- "Veni sponsa Christi" tiple obligat i cor a tres veus (1876)
- "Ave Maria" baríton obligat i cor a quatre veus amb orquestra (1876)
- Cant al S. Cor de Maria, a una veu i cor a tres (1876)
- Missa d'Advent i Quaresma en La major, per a cor a quatre veus mixtes i orgue.[5]
- Missa de difunts a quatre veus (1876)
- "Salve regina" a dues veus blanques (1876)
- "Salve regina" a dues veus blanques (1876)
- "O sacrum Convivium" a dues veus (1876)
- "Miserere" (1876)
- "Pange lingua" a sis veus (1877)
- "Trisagi a la Sma. Trinitat" a tres veus (1877)
- "Magnificat" a set veus amb dos cors (1877)
- "Salve regina" a set veus i cor (1877)
- "Miserere" a vuit veus en dos cors, violins, violoncel, contrabaix i piano (1878)